# عين أبو عبد الله
عين أبو عبد الله هي إحدى القرى اللبنانية من قرى قضاء صور في محافظة الجنوب.

## لمحة تاريخية
ورد ذكر القرية في كتاب كوندر وكتشنر عن المسح الجغرافي للقسم الغربي من فلسطين سنة 1881 كالآتي: